# Teen Top
Teen Top (hangul: 틴탑) är ett sydkoreanskt pojkband bildat 2010 av TOP Media.
Gruppen består av de fem medlemmarna C.A.P, Chunji, L.Joe, Niel, Ricky och Changjo.

## Karriär
Teen top-medlemmarna Ricky och Niel var båda barnskådespelare. Niel debuterade i musikalen "Please" där han spelade den yngre versionen av Joo Wons roll. Ricky debuterade i Seo taijis musikvideo för "Human Dream" och spelade senare den yngre versionen av Song Seung-Heons rollfigur i Love Song.

### 2010: Debut
I juli 2010 hade Teen Top sin debut med " Clap" (Koreanska: 박수/Paksu) från sitt debutsingelalbum "Come into the World", som släpptes den 9 juli. I musikvideon för "Clap" finns också Lizzie från After School med. Teen top hade officiellt sin debut den 10 juli på MBC:s Music Core, följt av SBS:s Inkigayo, och fick positiva reaktioner för båda framträdandena. Baserat på deras framträdanden gav netizens (Folk Online) Teen Top smeknamnet "Kniv Koreografi" (Knife Choreography) för sina vassa rörelser.

### 2011: "Supa Luv" ochRoman
Den 13 januari 2011 hade Teen Top sin första comeback på Mnet's M!Countdown med sin andra singel "Supa Luv" som producerats av Shin Hyuk. Låten, som från början var skriven och framförd av Redd Stylez, blev omskriven och översatt till koreanska av Wheesung. Den 2 mars släppte Teen Top en musikvideo för en remixversion av A-rex, som visade scener från den Amerikanska filmen "Beastly". Remix versionen av Supa Luv blev sedan vald för promotion i Asien. Gruppen gjorde ett uppträdande i det franska nyhetsprogrammet "Le Grand Journal" som de fick bra kritik för, i jämförelse med andra som hade deltagit i showen. Deras uppträdande av "Supa Luv" fick bra kritik, och programledaren kommenterade hur bra de synkroniserade dansstegen, samt deras pastellfärgade hår. Noterbara andra framträdanden inkluderar Eminem, Usher, Lady Gaga, Black Eyes Peas och Rihanna. Den 11 juli efter att man firat Teen Tops första årsdag, meddelade TOP Media, på gruppens officiella hemsida att ett nytt minialbum skulle släppas den 26 juli, tillsammans med mer detaljer om bandets comeback. Den 21 juli släppte TOP Media den första teasern för deras comebacksingel "No more Perfume on you" (Koreanska: 향수 뿌리지마/Hyangsu purijima) i flera videoportaler, bl.a. Youtube och Daum. Dagen efter släpptes nästa teaser exklusivt på youtube. Teen tops mini-album "Roman" släpptes den 26 juli för digital nedladdning, och den 27 juli i affärer.

## Medlemmar
| Artistnamn   | Artistnamn | Födelsenamn    | Födelsenamn | Födelsedatum     |
| Romanisering | Hangul     | Romanisering   | Hangul      | Födelsedatum     |
| ------------ | ---------- | -------------- | ----------- | ---------------- |
| C.A.P        | 캡         | Bang Min-soo   | 방민수      | 4 november 1992  |
| Chunji       | 천지       | Lee Chan-hee   | 이찬희      | 5 oktober 1993   |
| L.Joe        | 엘조       | Lee Byung-hun  | 이병헌      | 23 november 1993 |
| Niel         | 니엘       | Ahn Daniel     | 안다니엘    | 16 augusti 1994  |
| Ricky        | 리키       | Yoo Chang-hyun | 유창현      | 27 februari 1995 |
| Changjo      | 창조       | Choi Jong-hyun | 최종현      | 16 november 1995 |

## Diskografi

### Album
| Albuminformation                                                       | Topplacering          |
| Albuminformation                                                       | Sydkorea (Gaon Chart) |
| ---------------------------------------------------------------------- | --------------------- |
| Come into the World (Singelalbum) - Släppt: 9 juli 2010                | 16                    |
| Transform (Singelalbum) - Släppt: 12 januari 2011                      | 6                     |
| Roman (EP-skiva) - Släppt: 26 juli 2011                                | 2                     |
| It's (EP-skiva) - Släppt: 9 januari 2012                               | 3                     |
| Artist (EP-skiva) - Släppt: 30 maj 2012                                | 2                     |
| Be Ma Girl Summer Special (Singelalbum) - Släppt: 3 augusti 2012       | 2                     |
| No. 1 (Studioalbum) - Nyutgåva: Special Edition (25 april 2013)        | 2                     |
| Teen Top Class (EP-skiva) - Nyutgåva: Teen Top Class (23 oktober 2013) | 1                     |
| Éxito (EP-skiva) - Nyutgåva: 20's Love Two Éxito (10 november 2014)    | 2                     |
| Snow Kiss (Singelalbum) - Släppt: 10 december 2014                     | 4                     |
| Natural Born Teen Top (EP-skiva) - Släppt: 22 juni 2015                | 1                     |
| Red Point (EP-skiva) - Släppt: 18 januari 2016                         | 1                     |
| High Five (Studioalbum) - Släppt: 10 april 2017                        | 1                     |

### Singlar
| År   | Titel                    | Topplacering          |
| År   | Titel                    | Sydkorea (Gaon Chart) |
| ---- | ------------------------ | --------------------- |
| 2010 | "Clap"                   | 69                    |
| 2011 | "Supa Luv"               | 40                    |
| 2011 | "No More Perfume On You" | 21                    |
| 2012 | "Going Crazy"            | 7                     |
| 2012 | "To You"                 | 13                    |
| 2012 | "Be Ma Girl"             | 9                     |
| 2013 | "I Wanna Love"           | 28                    |
| 2013 | "Miss Right"             | 8                     |
| 2013 | "Walk By..."             | 41                    |
| 2013 | "Rocking"                | 7                     |
| 2013 | "Lovefool"               | 40                    |
| 2014 | "Missing"                | 8                     |
| 2014 | "I'm Sorry"              | 33                    |
| 2015 | "Ah-Ah"                  | 14                    |
| 2015 | "Except for Me"          | —                     |
| 2016 | "Warning Sign"           | 47                    |
| 2017 | "Love is"                | 91                    |